# Alfa Južnog križa
Alfa Južnog križa označena α Crucis ( latiniziranom na alfa Crucis, skraćeno alfa CRU-a, α CRU) je višestruki sustav zvijezda 321 svjetlosnih godina od Sunca u zviježđu Južnog križa. S kombiniranom prividnom magnitudom od +0,76, to je najsvjetliji objekt u Južnom križu i 13. najsjajnija zvijezda na noćnom nebu. To je najjužnija zvijezda prvog stupnja, 2,3 stupnja južnije od Alfe Centaura .
Golim okom Acrux se pojavljuje kao jedna zvijezda, ali to je zapravo sustav više zvijezda koji sadrži šest komponenti. Kroz optičke teleskope Acrux se pojavljuje kao trostruka zvijezda, čije su dvije najsvjetlije komponente vizualno razdvojene oko 4 luka i poznate su kao Acrux A i Acrux B, α1 Crucis i α2 Crucis, ili α Crucis A i α Crucis B. Obje komponente su zvijezde tipa B i mnogostruko su masnije i svjetlije od Sunca. α1 Crucis je sam spektroskopski binarni sustav s komponentama označenim s α Crucis Aa (službeno nazvan Acrux, povijesno ime cijelog sustava) i α Crucis Ab. Dvije svoje sastavne zvijezde orbitiraju svakih 76 dana na razdvajanju od oko 1 astronomske jedinice (AU).  Acrux C je udaljenija suputnička zvijezda koja tvore trostruku zvijezdu kroz male teleskope. 